# Chlopsis dentatus
Chlopsis dentatus is een straalvinnige vissensoort uit de familie van valse murenen (Chlopsidae). De wetenschappelijke naam van de soort is voor het eerst geldig gepubliceerd in 1917 door Seale.